# آرثر رامبو
جان نيكولا آرثر رامبو أو آرثر رامبو (بالفرنسية: Arthur Rimbaud نطق فرنسي: [aʁtyʁ ʁɛ̃bo])‏ (من مواليد 20 أكتوبر عام 1854، وتوفي في 10 نوفمبر من عام 1891) شاعر فرنسيون معروف بتأثيره على الأدب والفنون الحداثية ورسمه للمعالم الأساسية للفنون السريالية. وُلد رامبو في بلدية شارفيل في فرنسا، وبدأ الكتابة في سن مبكرة جدًا، وتفوق في مدرسته، إلا أنه تخلى عن التعليم المدرسي الرسمي خلال سنوات مراهقته، وهرب، خلال الحرب الفرنسية البروسية، من منزله إلى باريس. خلال فترة مراهقته المتأخرة، وأولى سنوات رشده، أنتج رامبو الجزء الأكبر من إنتاجاته الأدبية، ثم توقف في العشرين من عمره عن الكتابة بشكل كامل، بعد أن جمع آخر أعماله الأدبية التي حملت عنوان إضاءات.
اشتهر رامبو بروحه المتحررة والهائجة جنسيًا، إذ انخرط في علاقة رومانسية مربكة، وعنيفة في بعض الأحيان، مع زميله الشاعر بول فرلان، استمرت لمدة عامين اثنين تقريبًا. بعد فقدانه الاهتمام بالأدب، سافر رامبو كثيرًا عبر ثلاث قارات، بصفته تاجر ومستكشف، حتى توفي عام 1891 متأثرًا بإصابته بمرض السرطان عن عمر يناهز 37 عامًا. بصفته شاعر، اشتهر رامبو بإسهاماته في الحركة الرمزية، وكان من بين أعماله الأدبية الأكثر شهرة، كتاب موسم في الجحيم، الذي يعتبر مقدمة للأدب الحداثي.

## حياته

### أسرته وطفولته (1854 – 1861)
وُلد آرثر رامبو في بلدة شارفيل الريفية (التي أصبحت الآن جزءًا من بلدية شارفيل ميزيير) في إقليم الإردين شمالي شرقي فرنسا. كان آرثر الابن الثاني لفريديريك رامبو (من مواليد 7 أكتوبر عام 1814، وتوفي في 16 نوفمبر من عام 1878)، وماري كاثرين فيتالي رامبو، (ماري كاثرين فيتالي كويف قبل الزواج، من مواليد 10 مارس عام 1825، وتوفيت في 16 نوفمبر عام 1907). كان والد رامبو، فريديريك، من أصل بورغندي بروفنسي، وكان يعمل كقائد كتيبة مشاة، وترقى خلال مسيرته المهنية للعديد من الرتب. أمضى فريديريك جزءًا كبيرًا من حياته المهنية خارج البلاد، وشارك، بين عامي 1844 و 1859، في غزو الجزائر، ومُنح في عام 1854 وسام جوقة الشرف بمرسوم إمبراطوري. وُصف القائد فريديريك رامبو بأنه «خفيف الظل، وهادئ، وكريم» وكان يملك شاربًا طويلًا ولحية صغيرة شبيهة بلحية القناصين.
في شهر أكتوبر من عام 1852، نُقل القائد رامبو، الذي كان يبلغ من العمر 38 عامًا، إلى شارفيل ميزيير، حيث التقى فيتالي كويف، التي تصغره 11 عام، خلال تنزهه في إحدى الحدائق. تنحدر كويف من عائلة أردينية صارمة، إلا أن أخويها كانا مدمنا كحول. كانت شخصية فيتالي كويف «معاكسة تمامًا» لشخصية القائد العسكري فريديريك رامبو، إذ كانت توصف بأنها ضيقة الأفق و «بخيلة وتفتقر إلى روح الدعابة». عندما أجرى تشارلز هوين، كاتب السيرة الذاتية، مقابلة معها، وجدها «منعزلة وعنيدة وقليلة الكلام». أطلق فريديريك على كويف لقبًا خاصًا، هو «فم الظلام».
في 8 فبراير من عام 1853، تزوج النقيب رامبو فيتالي كويف، وأنجبا طفلهما الأول، جان نيكولا فريديريك رامبو، بعد تسعة أشهر من الزواج، وتحديدًا في 2 نوفمبر من عام 1853، ووُلد جان نيكولاس آرثر (آرثر) في 20 أكتوبر من العام التالي. أنجب الزوجان بعد ذلك بثلاثة أطفال وهم: فيكتورين بوليتن فيتالي، من مواليد 4 يونيو من عام 1857، (توفيت بعد أسابيع قليلة من ولادتها)، وجين روزالي فيتالي (فيتالي) من مواليد 15 يونيو عام 1858، وفريديريك ماري إيزابيل (إيزابيل) من مواليد 1 يونيو عام 1860.

## أعماله

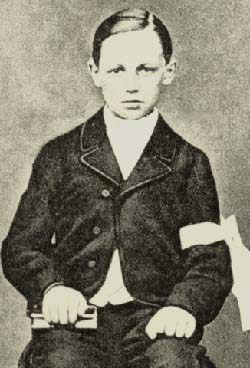
في صغره

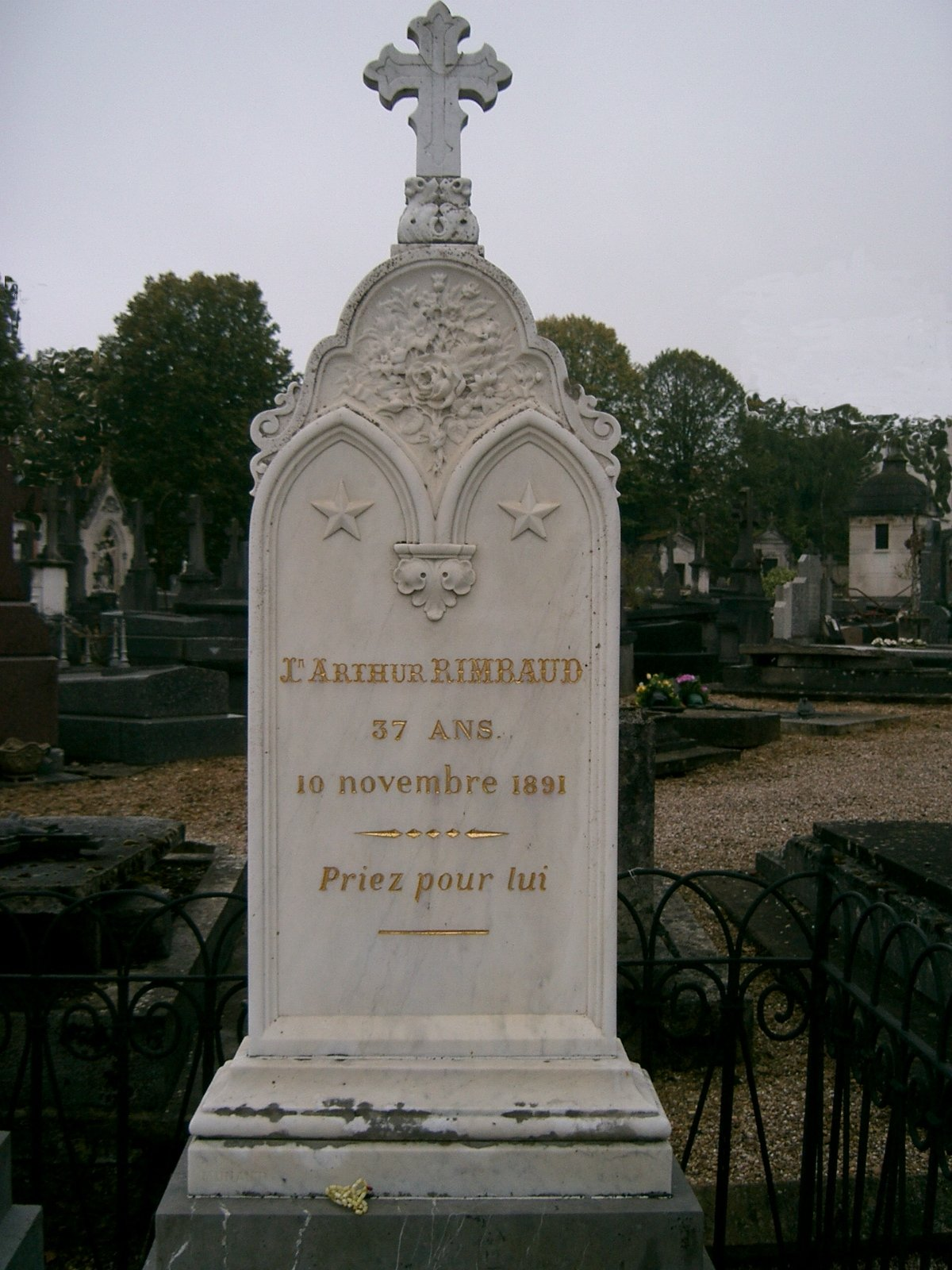
شاهد قبر رامبو

من قصائده
-الأبدية.
-المركب السكران.
-بربري وعبقري.
-كيماء الفعل.
-عاشقاتي الصغيرات.
-فقراء في الكنيسة.
الكتب
-إشراقات.
-فصل في الجحيم.

## وصلات خارجية
- آرثر رامبو على موقع أرشيف الشارخ.

- وصلة خارجية تحتوي مختارات من فصل الجحيم (1873) مترجمة إلى العربية
- آرثر رامبو على موقع IMDb (الإنجليزية)
- آرثر رامبو على موقع الموسوعة البريطانية (الإنجليزية)
- آرثر رامبو على موقع ألو سيني (الفرنسية)
- آرثر رامبو على موقع ميوزك برينز (الإنجليزية)
- آرثر رامبو على موقع قاعدة بيانات الأفلام السويدية (السويدية)
- آرثر رامبو على موقع إن إن دي بي (الإنجليزية)
- آرثر رامبو على موقع ديسكوغز (الإنجليزية)
- آرثر رامبو على موقع قاعدة بيانات الفيلم (الإنجليزية)
- آرثر رامبو على موقع كينوبويسك (الروسية)